# 第1回アジア・フィルム・アワード
第1回アジア・フィルム・アワードは、2007年3月20日に発表・授賞式が行われた。
作品賞を受賞したのはポン・ジュノ監督による韓国映画『グエムル-漢江の怪物-』。

## 候補と受賞の一覧

### 作品賞
- 王妃の紋章
- エグザイル/絆
- グエムル-漢江の怪物-
- 武士の一分
- オペラ・ジャワ
- 長江哀歌

### 監督賞
- ホン・サンス - 浜辺の女
- ジャ・ジャンクー - 長江哀歌
- ジャファル・パナヒ - オフサイド・ガールズ
- ジョニー・トー - エグザイル/絆
- ツァイ・ミンリャン - 黒い眼のオペラ
- アピチャートポン・ウィーラセータクン - 世紀の光

### 男優賞
- チャン・チェン - 呉清源 極みの棋譜
- Rain（チョン・ジフン） - サイボーグでも大丈夫
- シャー・ルク・カーン - DON -過去を消された男-
- アンディ・ラウ - 墨攻
- ソン・ガンホ - グエムル-漢江の怪物-
- 渡辺謙 - 明日の記憶

### 女優賞
- コン・リー - 王妃の紋章
- キム・ヘス - タチャ イカサマ師
- イム・スジョン - サイボーグでも大丈夫
- 宮沢りえ - 花よりもなほ
- 中谷美紀 - 嫌われ松子の一生
- チャン・ツィイー - 女帝 ［エンペラー］

### 脚本賞
- マニ・ハギギ - メン・アット・ワーク
- ホン・サンス - 浜辺の女
- 大石哲也、金子修介 - デスノート the Last name
- ソン・ジェゴン - 甘く、殺伐とした恋人
- プラープダー・ユン - インビジブル・ウェーブ
- ZHANG Cheng、YUE Xiaojun、ニン・ハオ - クレイジー・ストーン 〜翡翠狂騒曲〜

### 撮影賞
- キム・ヒョング - グエムル-漢江の怪物-
- アンドリュー・ラウ、ライ・イウファイ - 傷だらけの男たち
- リャオ・ペンロン - 黒い眼のオペラ
- Sayombhu MUKDEEPROM - 世紀の光
- ワン・ユー - 呉清源 極みの棋譜

### 美術賞
- チョ・グニョン - 恋の罠
- 桑島十和子 - 嫌われ松子の一生
- パトリック・タム、サイラス・ホー - 父子
- ワダ・エミ - 呉清源 極みの棋譜
- ティム・イップ - 女帝［エンペラー］

### 作曲賞
- チョン・ヨンジン - 浜辺の女
- ピーター・カム - イザベラ
- リン・チャン - 長江哀歌
- ラハイユ・スパンガ - オペラ・ジャワ
- 寺嶋民哉 - ゲド戦記

### 編集賞
- リー・チャンターティクン - 世紀の光
- キム・サンミン - グエムル-漢江の怪物-
- アンジー・ラム - ドッグ・バイト・ドッグ
- パク・コクチ、JEONG Jin-hee - 卑劣な街
- パトリック・タム - 父子

### 視覚効果賞
- アンジェラ・バーソン、CHUNG Chi-hang - 王妃の紋章
- DTI (Digital Tetra Inc.) ETRI - レストレス〜中天〜
- 大屋哲男、神谷誠、尾上克郎 - 日本沈没
- The Orphanage - グエムル-漢江の怪物-
- 柳川瀬雅英 - 嫌われ松子の一生

### 特別賞
- Asian Film Award for Excellence in Scholarship in Asian Cinema
  - David Bordwell
  - Josephine Siao Fong Fong
- Nielsen Box Office Star of Asia Award
  - アンディ・ラウ

## 統計
|    | 作品名                   | 部門                                           | 国・地域                                       | 候補数 | 受賞数 |
| -- | ------------------------ | ---------------------------------------------- | ---------------------------------------------- | ------ | ------ |
| 1  | 墨攻                     | 主演男優賞                                     | 日本の旗 · 香港の旗 · 中華人民共和国の旗       | 1      |        |
| 2  | 卑劣な街                 | 編集賞                                         | 大韓民国の旗                                   | 1      |        |
| 3  | 父子                     | 美術賞、編集賞                                 | 香港の旗                                       | 2      |        |
| 4  | 傷だらけの男たち         | 撮影賞                                         | 香港の旗                                       | 1      |        |
| 5  | 王妃の紋章               | 作品賞、主演女優賞、視覚効果賞                 | 香港の旗 · 中華人民共和国の旗                  | 3      |        |
| 6  | デスノート the Last name | 脚本賞                                         | 日本の旗                                       | 1      |        |
| 7  | ドッグ・バイト・ドッグ   | 編集賞                                         | 日本の旗 · 香港の旗                            | 1      |        |
| 8  | DON -過去を消された男-   | 主演男優賞                                     | インドの旗                                     | 1      |        |
| 9  | エグザイル/絆            | 作品賞、監督賞                                 | 香港の旗                                       | 2      |        |
| 10 | 恋の罠                   | 美術賞                                         | 大韓民国の旗                                   | 1      |        |
| 11 | 花よりもなほ             | 主演女優賞                                     | 日本の旗                                       | 1      |        |
| 12 | 黒い眼のオペラ           | 監督賞、撮影賞                                 | 中華民国の旗 · フランスの旗 · オーストリアの旗 | 2      |        |
| 13 | サイボーグでも大丈夫     | 主演男優賞、主演女優賞                         | 大韓民国の旗                                   | 2      |        |
| 14 | インビジブル・ウェーブ   | 脚本賞                                         | オランダの旗 · 大韓民国の旗 · 香港の旗         | 1      |        |
| 15 | イザベラ                 | 作曲賞                                         | 香港の旗                                       | 1      |        |
| 16 | 武士の一分               | 作品賞                                         | 日本の旗                                       | 1      |        |
| 17 | 嫌われ松子の一生         | 主演女優賞、美術賞、視覚効果賞                 | 日本の旗                                       | 3      | 1      |
| 18 | 明日の記憶               | 主演男優賞                                     | 日本の旗                                       | 1      |        |
| 19 | メン・アット・ワーク     | 脚本賞                                         | イランの旗                                     | 1      | 1      |
| 20 | 甘く、殺伐とした恋人     | 脚本賞                                         | 大韓民国の旗                                   | 1      |        |
| 21 | オフサイド・ガールズ     | 監督賞                                         | イランの旗                                     | 1      |        |
| 22 | オペラ・ジャワ           | 作品賞、作曲賞                                 | インドネシアの旗 · オーストリアの旗            | 2      | 1      |
| 23 | 長江哀歌                 | 作品賞、監督賞、作曲賞                         | 中華人民共和国の旗                             | 3      | 1      |
| 24 | 世紀の光                 | 監督賞、作曲賞、編集賞                         | タイ王国の旗 · オーストリアの旗 · フランスの旗 | 3      | 1      |
| 25 | ゲド戦記                 | 作曲賞                                         | 日本の旗                                       | 1      |        |
| 26 | タチャ イカサマ師        | 主演女優賞                                     | 大韓民国の旗                                   | 1      |        |
| 27 | 女帝［エンペラー］       | 主演女優賞、美術賞                             | 中華人民共和国の旗                             | 2      | 1      |
| 28 | 呉清源 極みの棋譜        | 主演男優賞、撮影賞、美術賞                     | 中華人民共和国の旗                             | 3      |        |
| 29 | グエムル-漢江の怪物-     | 作品賞、主演男優賞、撮影賞、編集賞、視覚効果賞 | 大韓民国の旗                                   | 5      | 4      |
| 30 | レストレス〜中天〜       | 視覚効果賞                                     | 大韓民国の旗                                   | 1      |        |
| 31 | 日本沈没                 | 視覚効果賞                                     | 日本の旗                                       | 1      |        |
| 32 | 浜辺の女                 | 作品賞、編集賞、作曲賞                         | 大韓民国の旗                                   | 3      |        |